# 竹腰城
竹腰城（たけのこしじょう）は、愛知県稲沢市竹腰西町にあった日本の城（平城）。

## 概要
元々この周辺地域は、文正元年（1466年）より祖父江城を居城としていた祖父江氏が統治していた。慶長5年（1600年）に関ヶ原の戦いが起こると、祖父江信勝は福島正則に従い東軍に従軍を行う。その際の軍功により西島城と竹腰村を与えられ、信勝はこの地に竹腰城を築城し祖父江城より移り住む。しかし慶長20年（1615年）大坂冬の陣の際に大坂方に内通していた事が露見し、戦後信勝は伏見で切腹を命じられる。祖父江家は断絶しその際に廃城になったと伝わる。
信勝内通について、詳細な資料が不足しているものの、一説によると難波戦記の中に登場する青山石見守が祖父江信勝とする見方もある。難波戦記内では「大坂冬の陣後、和議の条件として総堀を埋め石壁を壊すことになり、徳川軍の下奉行として青山石見守や山田十太夫らが選ばれた。青山石見守は関ヶ原の戦いで祖父江法斎という名で福島正則の手に属して功をあげ、その他にも度々武功があったため、正則が徳川秀忠に推薦して召し出され、青山忠成の組に属した。そして還俗し忠成の苗字をもらって青山石見守と名乗った。石見守は福島家の家臣の頃より徳川家康の覚えがめでたくよく寝所にも召し出されたほどの者だった。石見守は他の者と一緒に城内に入った際にとある女性から声をかけられた。「御使番の青山石見守殿ではありませんか」石見守は顔を赤らめながら返事をした。すると女性は声高に「秀頼様は変わりないので安心してください。そちらもご無事そうでめでたいです」と言って通り過ぎた。焦った石見守は、他の奉行達に対して弁解。「私の親戚が篭城しており、その女房を良く知っていたので声をかけられた。これが家康公の耳に達すれば必ず糾弾される」「例え内通していたとしても、和睦になった上は大丈夫だろう」他の奉行達は安心するよう言ったが、どこからか上にこのことが知られ、裏切り者ということになって成敗された。のちに皆が「徳川軍が不意に鯨波の声を上げても城内は少しも騒がず、逆に大筒小筒を撃ちかけてきた。これは石見守が内通していたためだったのだろう」と噂している。」と記載されている。
その後、竹腰地区周辺には、赤目城（現・愛西市）の横井氏の一族である横井時久が統治し横井氏による支配は明治まで続いた。

## 歴史
- 慶長10年（1605年） - 祖父江信勝によって築かれる。
- 慶長20年（1615年） - 祖父江信勝、大坂冬の陣に際し大坂方に内通した疑いによりお家断絶、廃城。

## 現在の状況
稲沢市教育委員会による説明板の設置がなされている。説明文内では、広さが方一町（約百m）の規模で、市内で最も保存状態が良いと記載されているが、現在は田畑となっており遺構はない。過去に発掘作業がなされており、その際に建屋礎石が出土している。出土した礎石20個余りのうち一部が、近隣にある稲沢市立竹腰児童遊園（竹腰公園）付近にある「八剣社」にその旨を記載する石碑と共に設置されている。

## 所在地
- 愛知県稲沢市竹腰西町城屋敷

## 最寄り駅
- 名鉄尾西線 玉野駅下車、徒歩で約25分。直線距離は1.8km。